# Cúp bóng đá Samoa thuộc Mỹ
Cúp bóng đá Samoa thuộc Mỹ hay  Cúp bóng đá Chủ tịch Hiệp hội bóng đá Samoa thuộc Mỹ hay FFAS President's Cup là giải đấu bóng đá loại trực tiếp của bóng đá nam tại Samoa thuộc Mỹ.

## Đội vô địch trước đây
- 2010: Vailoatai Youth 3–2 (s.h.p.) Lion Heart
- 2011: Không tổ chức
- 2012: Taputimu Youth 1–0 Lion Heart
- 2013: FC SKBC 3–2 Taputimu Youth
- 2014: Utulei Youth 2–1 Lion Heart[1]